# Open de Macau (squash)
O Open de Squash de Macau (em chinês:  澳門壁球公開賽) é uma competição de squash realizada anualmente em Macau, na China, sendo organizada pela Associação de Squash de Macau, sob o patrocínio do Instituto do Desporto. Faz parte da categoria International 50 do Circuito Mundial da Associação Profissional de Squash (PSA). 
A competição feminina fez parte da categoria Gold 50 do Circuito Mundial da Associação Feminina de Squash (WSA) até 2014, após a organização feminina fundir-se com a Associação Profissional de Squash.

## Vencedores

### Masculino
| Ano     | Vencedor             | Segundo lugar        | Resultado final               | Referências          |
| ------- | -------------------- | -------------------- | ----------------------------- | -------------------- |
| 1997    | Faheem Khan          | Oriol Salvia         | 15-11, 11-15, 15-3, 15-1      | [ 3 ] [ 4 ]          |
| 1998    | Faheem Khan          | Ben Gould            | 15-11, 17-15, 15-5            | [ 4 ]                |
| 1999    | Não houve competição | Não houve competição | Não houve competição          | Não houve competição |
| 2000    | Omar El Borolossy    | Ong Beng Hee         | 17-16, 15-10, 17-15           | [ 5 ] [ 4 ]          |
| 2001    | Ong Beng Hee         | Stefan Casteleyn     | 15-10, 15-11, 15-4            | [ 6 ] [ 4 ]          |
| 2002–07 | Não houve competição | Não houve competição | Não houve competição          | Não houve competição |
| 2008    | Grégory Gaultier     | Karim Darwish        | 11-6, 11-9, 11-5              | [ 7 ] [ 4 ]          |
| 2009–10 | Não houve competição | Não houve competição | Não houve competição          | Não houve competição |
| 2011    | Mohamed El Shorbagy  | Thierry Lincou       | 11-13, 11-5, 11-5, 11-7       | [ 7 ] [ 4 ]          |
| 2012    | Karim Darwish        | Mohamed El Shorbagy  | 9-11, 11-7, 10-12, 11-4, 11-9 | [ 8 ] [ 4 ]          |
| 2013    | Omar Mosaad          | Adrian Grant         | 11-8, 4-11, 9-11, 11-9, 11-8  | [ 9 ] [ 4 ]          |
| 2014    | Tarek Momen          | Omar Mosaad          | 6-11, 11-5, 11-7, 4-11, 12-10 | [ 10 ] [ 4 ]         |
| 2015    | Max Lee              | Fares Dessouki       | 11-9, 11-6, 11-0              | [ 11 ] [ 4 ]         |
| 2016    | Daryl Selby          | Max Lee              | Walkover (lesão)              | [ 4 ] [ 12 ]         |
| 2017    | Mohamed Abouelghar   | Saurav Ghosal        | 11-1, 11-4, 11-4              | [ 13 ]               |
| 2018    | Yip Tsz Fung         | Omar Mosaad          | 9-11, 6-11, 11-4, 11-5, 11-7  | [ 14 ]               |

### Feminino
| Ano     | Vencedora               | Segundo lugar        | Resultado final              | Referências          |
| ------- | ----------------------- | -------------------- | ---------------------------- | -------------------- |
| 2001    | Carol Owens             | Stephanie Brind      | 9-5, 9-5, 9-0                | [ 6 ] [ 4 ]          |
| 2002–07 | Não houve competição    | Não houve competição | Não houve competição         | Não houve competição |
| 2008    | Suzie Pierrepont        | Samantha Terán       | 11-6, 7-11, 11-9, 9-11, 11-4 | [ 15 ] [ 4 ]         |
| 2009–10 | Não houve competição    | Não houve competição | Não houve competição         | Não houve competição |
| 2011    | Joey Chan               | Aisling Blake        | 11-8, 11-6, 11-9             | [ 16 ] [ 4 ]         |
| 2012    | Joelle King             | Omneya Abdel Kawy    | 11-5, 11-1, 9-11, 6-11, 11-6 | [ 8 ] [ 4 ]          |
| 2013    | Dipika Pallikal Karthik | Rachael Grinham      | 12-10 5-11 11-7 11-9         | [ 9 ] [ 4 ]          |
| 2014    | Nicol David             | Raneem El Weleily    | 11-8, 11-2, 11-8             | [ 17 ] [ 4 ]         |
| 2015    | Laura Massaro           | Nouran Gohar         | 11-8, 11-3, 11-9             | [ 11 ] [ 4 ]         |
| 2016    | Joelle King             | Annie Au             | 5-11, 11-8, 11-3, 11-9       | [ 18 ]               |
| 2017    | Nouran Gohar            | Joelle King          | 13-11, 11-7, 12-10           | [ 13 ]               |
| 2018    | Nouran Gohar            | Salma Hany           | 11-8, 11-8, 9-11, 11-7       | [ 14 ]               |